# Estação Vicuña Mackenna
A Estação Vicuña Mackenna é uma das estações do Metrô de Santiago, situada em Santiago, entre a Estação Macul, a Estação Vicente Valdés e a Estação Santa Julia. É uma das estações terminais da Linha 4A e faz parte da Linha 4.
Foi inaugurada em 02 de março de 2006. Localiza-se no cruzamento da Rodovia Vespucio Sur com a Rua Julio Vildósola. Atende a comuna de La Florida.